# 테르마이 로마이
《테르마이 로마이》(일본어: テルマエ·ロマエ)는 야마자키 마리에 의한 일본 만화이다. "코믹 빔"(엔터 브레인)에서 2008년 2월호부터 2013년 4월호까지 연재되었다. 처음에는 부정기 연재였지만, 2010년 4월호부터 정기 연재로 전환했다. 단행본은 2013년 6월까지 최종권이 발매되었다. 그리고 2013년 10월호 코믹 빔으로부터 새로운 시리즈가 연재가 개시 예정이었으나,  현재는 연기 되었다.

## 개요
고대 로마 시대의 목욕탕과 현대 일본의 목욕을 테마로 한 코미디 만화이다. 목욕 문화라는 공통의 키워드를 중심으로 현대 일본에 타임 슬립한 고대 로마인의 목욕탕 설계 기사가 일본의 목욕 문화에 문화 충격을 받아 진지한 얼굴로 큰 리액션을 반환한 웃음을 그렸다.
단행본은 각 이야기 사이에 크게 관련된 역사 자료와 저자의 경험이 담긴 칼럼이 게재되어 있다. 제목의 《테루마  로마이》는 라틴어로 "로마의 목욕탕"을 의미한다. "일본의 서점 직원이 선정 만화 대상 2010"과 "제14회 데즈카 오사무 문화상" 단편상을 수상한 작품이다. "이 만화가 대단해!"에서 2011년판 남자 편 2위. "일본의 전국 서점원이 선택한 추천 만화  2011"에서 3위에 입선했다.
2012년 1월 12일부터 후지 TV계 "노이타미나" 범위에서 TV 애니메이션이 방송 되었다.
2012년 4월 28일부터 아베 히로시, 우에토 아야 주연의 영화가 개봉되었다. 로마에서의 해외 촬영이나, 텔레비전 드라마 "ROME [로마]"를 위해 만들어진 거대한 세트장에서의 촬영도 이루어졌다. 2014년 4월에는 영화 2편이 공개되었다.

## 텔레비전 애니메이션
2012년 1월 12일부터 1월 26일까지 후지 TV 심야 시간대의 "노이타미나" 범위로 방송되었다. 후지 TV 계열 15국, BS 후지에서 방송. 제1화부터 제4화까지 각 화 약 15분의 에피소드를 2부작으로, 제5화는 전 후편 맞춰 1화를 방송하는 형식으로 전 5화의 에피소드가 총 3회에 걸쳐 방송되었다.
| 후지 TV 노이타미나 제1탄 | 후지 TV 노이타미나 제1탄 | 후지 TV 노이타미나 제1탄 |
| 이전 작품                | 작품명                   | 다음 작품                |
| ------------------------ | ------------------------ | ------------------------ |
| UN-GO                    | 테르마이 로마이          | 블랙★락 슈터             |

## 영화

### 테르마이 로마이
《테르마이 로마이》(일본어: テルマエ·ロマエ)는 2012년 4월 28일 개봉한 일본의 영화이다.

#### 개요
본작은 2012년 일본에서 실사 영화화되어 4월 28일부터 전국 도호 계열에서 공개되었다. 감독은 타케우치 히데키가 맡았고, 주연의 아베 히로시를 비롯해 주요 로마인에는 이치무라 마사치카, 키타무라 카즈키 등이 캐스팅되었다.
일본 각지의 목욕탕이나 온천에서의 촬영 외에도 이탈리아의 시네치타라는 유명한 스튜디오에서 1000명의 엑스트라를 동원해, 약 2주간의 해외 촬영도 진행되었다. 이탈리아에서는 2012년 4월 20일부터 개최된 제14회 우디네 극동영화제에서 월드 프리미어 상영되어, 네티즌 투표에 의해 "마임 비즈상"을 수상했다. 같은 해 5월에는 이탈리아 상영도 결정되어, 배급사인 터커필름에서는 로마를 중심으로 약 50개관에서 상영될 예정이다.
또한, 2012년 8월 31일부터는 중화민국에서 개봉되어, 2006년 일본 영화 《착신아리 파이널》 이후, 약 6년만에 일본 영화가 타이완 흥행 랭킹 1위를 획득했다.
캐치프레이즈는 〈"한번의 목욕탕 타임 슬립하지 않겠습니까." "시공을 초월한 목욕 스펙타클"〉
일본에서는 전국 304개 스크린에서 개봉되어 2012년 4월 28일, 29일의 첫날 2일간으로 흥행 수입 4.3억엔, 관객수는 32만 5,690명으로 영화 관객 동원 랭킹(흥행 통신사 조사)에서 첫 등장 1위를 차지했다. 공개 3주째에 누적 흥행 수입 29.5억엔을 달성해 3주 연속 박스오피스 1위를 기록했다. 최종 흥행수입은 59.4억엔을 기록 2012년 일본의 방화 흥행 1위를 차지했다.

#### 출연진
- 루시우스(고대 로마 제국의 목욕탕 설계 기사) - 아베 히로시
- 야마코시 마나미(만화가 지망생) - 우에토 아야
- 하드리아누스 (14대 로마 황제) - 이치무라 마사치카
- 케이오니우스 (차기 황제 후보) - 키타무라 카즈키
- 안토니누스 (하드리아누스의 측근) - 시시도 카이
- 마르크스 (루시우스의 친구) - 카츠야
- 다테노 - 타케우치 리키
- 야마코시 슈조(미나미의 아버지) - 사사노 타카시
- 야마코시 유미(미나미의 어머니) - 기무라 미도리코
- 키시모토(동량) - 도바야마 분메이
- 나구라(장로) - 이누마 케이
- 모가미(교수) - 이와테 타로
- 오오니시(미식가) - 키노시타 타카오
- 목욕탕의 노인 - 이카 하치마로
- 목욕탕의 중년남 1  - 칸베 히로시
- 목욕탕의 중년남 2 - 나가노 카츠히로
- 히라이 미치코(만화가 미나미의 스승) - 우치다 슌기쿠
- 히라이 타쿠미(미치코의 아버지) - 스가 토미오
- 우치노(쇼룸 직원) - 모리시타 요시유키
- 쇼룸 부장 - 에비스 요시카즈
- 이타미 노보리(미나미의 맞선 상대남) - 마츠오 사토시
- 곤세이사마를 보는 여성 - 미치이 에미코
- 곤세이사마에 오르는 여성 - 사쿠라이 센즈
- 케이타(악어 농장의 쌍둥이) - 오노데라 후미야
- 쇼타(악어 농장의 쌍둥이) - 오노데라 요시유키

#### 스탭
- 원작 - 야마자키 마리 《테르마이 로마이》 (엔터 브레인)
- 감독 - 타케우치 히데키
- 제작 - 카메야마 치히로, 이치카와 미나미, 테라 아츠시, 하마무라 코이치
- 프로듀서 - 이나바 나오히토, 미요시 키쿠치, 마츠자키 카오루
- 각본 - 무토 쇼고
- 촬영 - 가와고에 카즈나리
- 미술 - 하라다 미츠오
- 의상 - 코케츠 하루키
- 편집 - 마츠오 히로시
- 음악 - 스미토모 노리히토
- 조명 - 스즈키 토시오
- 녹음 - 카토 야마토
- 조감독 - 노지리 카츠미
- 사운드 편집 - 이토 아키라
- 음악 편집 - 코니시 요시유키
- 제작 - "테르마이 로마이" 제작위원회 (후지 TV, 덴츠, 도호, 엔터 브레인)
- 배급 - 도호

#### 수상
- 제67회 마이니치 영화 콩쿨 TSUTAYA 영화팬상(일본 영화 부문 수상)
- 제36회 일본 아카데미상 최우수 남우주연상 (아베 히로시)

### 테르마이 로마이 II
《테르마이 로마이 II》(일본어: テルマエ·ロマエ II )는 2014년 4월 26일 개봉한 일본의 영화이다.
2013년 1월 30일 후속편의 제작이 공식적으로 발표됐다. 전작의 주요 출연진 대부분 이어 출연하였고, 불가리아의 오픈 세트장인 누보야나 필름 스튜디오에서 엑스트라 5000명을 동원해 촬영을 진행했다. 그 외에도 불가리아 출신의 스모 선수인 고토오슈 가쓰노리도 영화에 출연하였다.
캐치프레이즈는 〈"다시 와버렸다. 세기의 SF (대단한) 초대작"〉

#### 출연진
- 루시우스 - 아베 히로시
- 야마코시 마나미 - 우에토 아야
- 하드리아누스 - 이치무라 마사치카
- 케이오니우스 - 키타무라 카즈키
- 안토니누스  - 시시도 카이
- 마르크스  - 카츠야
- 다테노 - 타케우치 리키
- 아케보니우스 - 아케보노 다로
- 코토오우슈누스 - 고토오슈 가쓰노리
- 야마코시 슈조 - 사사노 타카시
- 야마코시 유미 - 기무라 미도리코
- 다테노 - 타케우치 리키
- 키시모토(동량) - 도바야마 분메이
- 모가미(교수) - 이와테 타로
- 오오니시(미식가) - 키노시타 타카오
- 미네코 - 마츠시마 토모코
- 라면 집 주인 - 시라키 미노루
- 나미코시 토쿠사부로 - 스가 토미오
- 사부로- 이카하 치로
- 타마노리 타이스케
- 타케카제 아키라
- 후지야지마 카즈요시
- 토요히비키 류타
- 마스노야마 토모하루
- 다이키노호 마사히로
- 에노미 신지
- 기무라 미츠노스케
- 하마 료타

#### 스탭
- 원작 - 야마자키 마리 《테르마이 로마이》 (엔터 브레인)
- 감독 - 타케우치 히데키
- 제작 - 이시하라 타카시, 이치카와 미나미, 이시카와 유타카, 아오야기 마사유키
- 프로듀서 - 이나바 나오히토, 키구치 미요시
- 각본 - 하시모토 히로시
- 감독보 - 호라 코지
- 촬영 - 에바라 쇼지
- 미술 - 하라다 미츠오
- 의상 - 미야모토 마사에
- 편집 - 마츠오 히로시
- 음악 - 스미토모 노리히토
- 조명 - 스기모토 타카시
- 녹음 - 카토 야마토
- 사운드 편집 - 이토 아키라
- 음악 편집 - 코니시 요시유키
- 조감독 - 노지리 카츠미
- 제작 - "테르마이 로마이 II" 제작위원회 (후지 TV, 덴츠, 도호, KADOKAWA)
- 배급 - 도호